# Eduard Alberti

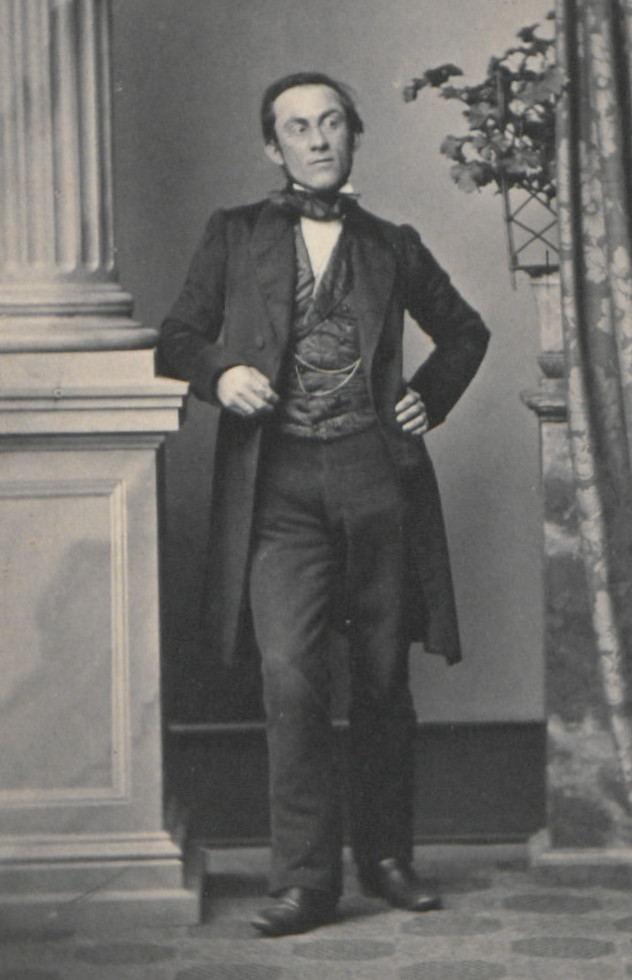
Eduard Alberti, 1861 fotografiert von Johann Martin Graack

Eduard Christian Scharlau Alberti (* 11. März 1827 in Friedrichstadt; † 28. Februar 1898 in Voorde) war ein deutscher Literaturhistoriker und Philosoph. 

## Leben
Eduard Alberti war ein Sohn des mittleren Polizeibeamten Eduard Alberti (1827–1859) und dessen Ehefrau Maria, geborene Haucke (* 1783) aus Fredericia. Sein Bruder Leopold David Scharlau Alberti war ein bekannter Theologe und Schriftsteller.
Er erfuhr seine Vorbildung auf Schulen seiner Heimatstadt Friedrichstadt. 1844 begann er, den Buchdruck zu erlernen, diese Ausbildung schloss er Ostern 1848 ab. Danach trat er in die Oberstufe der Gelehrtenschule Husum ein. 1850 begann er ein Studium er klassischen Philologie an der Universität Kiel. Sein Schulamtsexamen legte er zu Ostern 1854 erfolgreich ab.
Anschließend war Alberti bis 1856 als Hauslehrer in Schwansen tätig, promovierte im Juli 1856 zum Doktor der Philosophie und hielt sich das folgende Jahr in Kopenhagen auf. Im Herbst wurde er dann Privatdozent an der Universität Kiel. Zugleich stellte man ihn als Hilfsarbeiter an der Universitätsbibliothek an. Im Jahr 1868 beförderte man ihn zum wissenschaftlichen Mitarbeiter.
1893 erneut befördert, diesmal zum Professor, trat er bereits am 1. April des folgenden Jahres in den Ruhestand. Diesen verlebte er in Voorde, wo er am 28. Februar 1898 im Alter von 70 Jahren verstarb.
Alberti erarbeitete eine Neuausgabe des Lexikons der Schleswig-Holstein-Lauenburgischen und Eutinischen Schriftsteller und war Mitarbeiter der Allgemeinen Deutschen Biographie, der er 20 Artikel beisteuerte. Darüber hinaus hatte er sich selbst auch als Schriftsteller und Dichter betätigt.
1952 wurde der Albertiweg in Hamburg-Othmarschen nach Eduard Alberti benannt.

## Schriften
- Die Frage über Geist und Ordnung der Platonischen Schriften beleuchtet aus Aristoteles. Leipzig 1864.
- Sokrates. Ein Versuch über ihn nach den Quellen. Göttingen 1869.
- Lexikon der Schleswig-Holstein-Lauenburgischen und Eutinischen Schriftsteller von 1829 bis Mitte 1866. Akademische Buchhandlung, Kiel 1867 und 1868.

Bd. 1: A–L, 1867, urn:nbn:de:bvb:12-bsb10730448-2
Bd. 2: M–Z, 1868, urn:nbn:de:bvb:12-bsb10730449-2
- Lexikon der Schleswig-Holstein-Lauenburgischen und Eutinischen Schriftsteller von 1866–1883. Karl Biernatzki, Kiel 1885.

Bd. 1: A–L (Digitalisat)
Bd. 2: M–Z (Digitalisat)
- Markus Charinus, der junge Christ von Pompeji. Leipzig 1872.
- Register über die Zeitschriften und Sammelwerke für schleswig-holstein-lauenburgische Geschichte. Kiel 1873.
- Die Geramundssage (Kiel 1879)
- Gedichte zweier Brüder. Garding 1898 (in Zusammenarbeit mit seinem Bruder Leopold Alberti).